# Mzwandile Mamba
Mzwandile Sisonkhe Mamba (sinh ngày 16 tháng 7 năm 1981) là một cầu thủ bóng đá người Swaziland with the Royal Leopards của Giải bóng đá ngoại hạng Swaziland. Anh giành danh hiệu Cầu thủ xuất sắc nhất năm của Swaziland mùa giải 2006-2007. Anh cũng là thành viên chủ chốt của Đội tuyển bóng đá quốc gia Swaziland.
Anh từng thi đấu cho Mbabane Swallows.